# Hans Fronius
Hans Fronius (* 12. September 1903 in Sarajevo; † 21. März 1988 in Mödling) war ein österreichischer Maler, Graphiker und Illustrator.

## Leben

### Kindheit und Studienjahre
Hans Fronius wurde am 12. September 1903 in Sarajevo geboren. Sein Vater Fritz Fronius stammte aus einer siebenbürger Patrizierfamilie. Als Stadtphysikus von Sarajevo gehörte er der höchsten österreichischen Beamtenschicht an. Seine Mutter war die Enkelin des Malers und Kupferstechers des Wiener Biedermeier Johann Nepomuk Passini. Ihr Onkel war Ludwig Passini. In seiner Autobiographie Bilderbuch eines Lebens schildert er, wie stark Kindheit und Jugend in den historischen Hintergrund des zerfallenden Habsburgerreiches eingebettet waren. Als knapp Elfjähriger wurde er am 28. Juni 1914 Augenzeuge des Attentats auf den Thronfolger Franz Ferdinand. Laut Dieter Ronte hat dieses Ereignis sein künstlerisches Werk immer durchsetzt. Im Jahr 1987 habe er dieses weltgeschichtliche Ereignis noch einmal als individuelle Erfahrung in 32 schwarzweißen Kreidezeichnungen verlebendigt. Ein Blatt mit dem zerfetzten Doppeladler als gerupftes Staatssymbol beschließe diesen Zyklus. Ende Juli 1914 übersiedelte er mit seiner Mutter und Schwester nach Graz. Nach dem Krieg folgte ihnen der Vater.

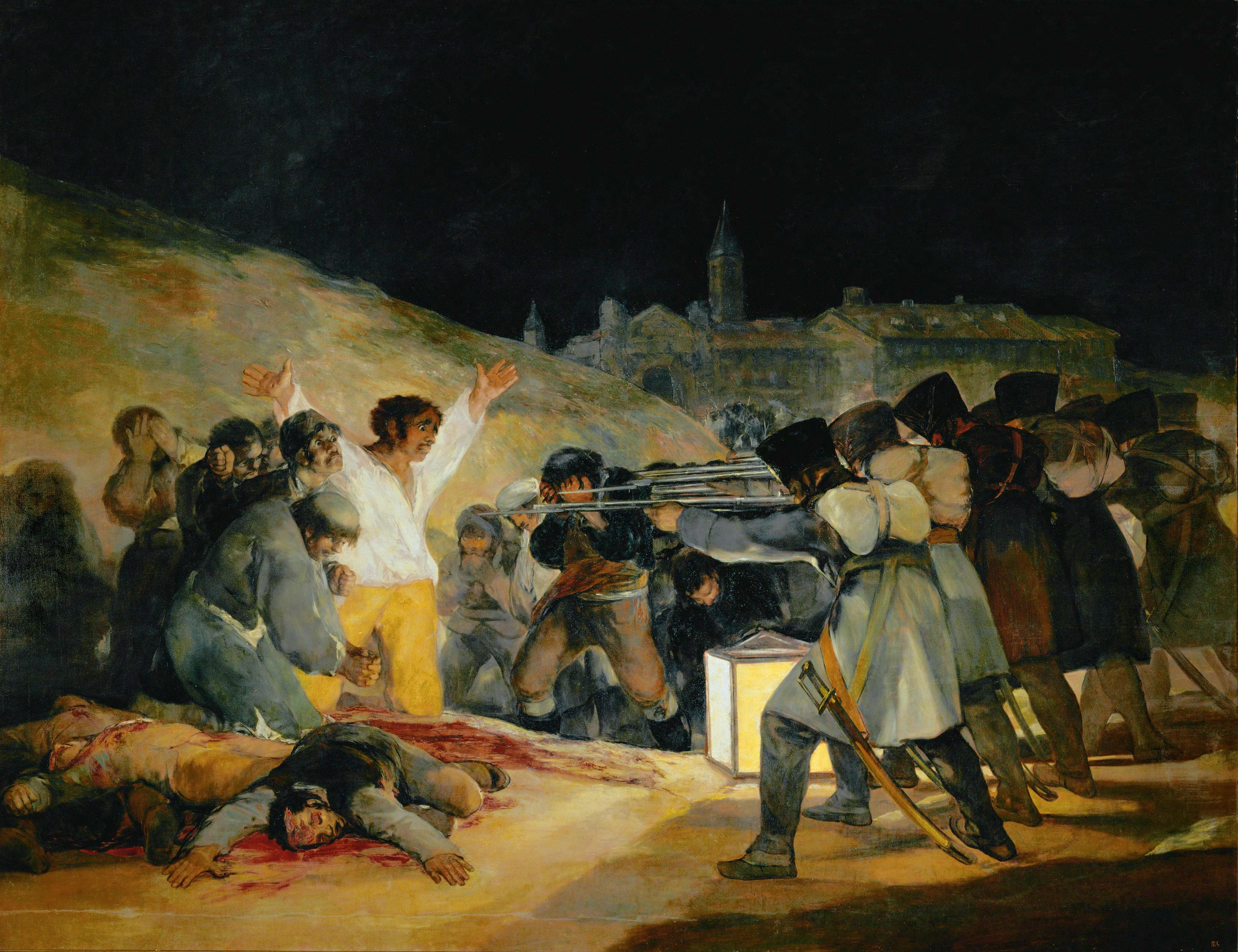
Goya: Die Erschießung der Aufständischen vom 3. Mai 1898

Von 1922 bis 1928 studierte Fronius an der Wiener Akademie bei den Professoren Karl Sterrer und Alois Delug. Dem akademischen Historismus seiner Lehrer und seiner überkommenen Formensprache entzog sich der Student. Sein kunstgeschichtliches und malerisches Interesse galt den Werken Charles Meryons und den Schreckensbildern Goyas. Schon den Achtjährigen hatte eine Reproduktion von Goyas Gemälde „Die Erschießung der Aufständischen vom 3. Mai 1808“ fasziniert. Er habe es als Initialzündung für sein Künstlertum begriffen. Weiters waren James Ensor, Edvard Munch und die deutschen Expressionisten Quellen der Inspiration. In seiner Fronius-Monographie betont Wolfgang Hilger, dass sich vor allem der Holzschnitt mit seinen scharfen Kontrasten von Hell und Dunkel als ideales Medium angeboten habe. Auf der Suche nach geistigen Affinitäten habe ihm vor allem die Begegnung mit dem literarischen Werk Kafkas eine Gedankenwelt eröffnet, die ihn unmittelbar zu bildhafter Gestaltung gedrängt habe. Die frühe Hinwendung zu literarischen Themen war für Fronius wesentlich. Bereits als Gymnasiast versuchte er sich als Illustrator von Georg Büchners „Dantons Tod“, und auch die Werke Tolstojs, Dostojewskis und Tschechows zogen den Studenten in ihren Bann. Er habe – so Hilger – eine Wahlverwandtschaft mit jenen Dichtern empfunden, „die Extremsituationen des Lebens, Menschenschicksale und die Frage nach der Schuldhaftigkeit darzustellen wußten“, diese Nähe zur Literatur hat Fronius und sein gesamtes späteres Werk geprägt.
Auf Studienreisen während der Ferien, die ihnen der Vater seines Malerfreundes Dolf Winternitz ermöglichte, lernte er die wichtigsten Kunstzentren Europas kennen. Hauptziele der Fahrten durch Italien, Deutschland, Holland, Dänemark und Frankreich waren die Bildergalerien der großen Museen.

### Lehrer und Künstler

#### Der Briefwechsel mit Alfred Kubin

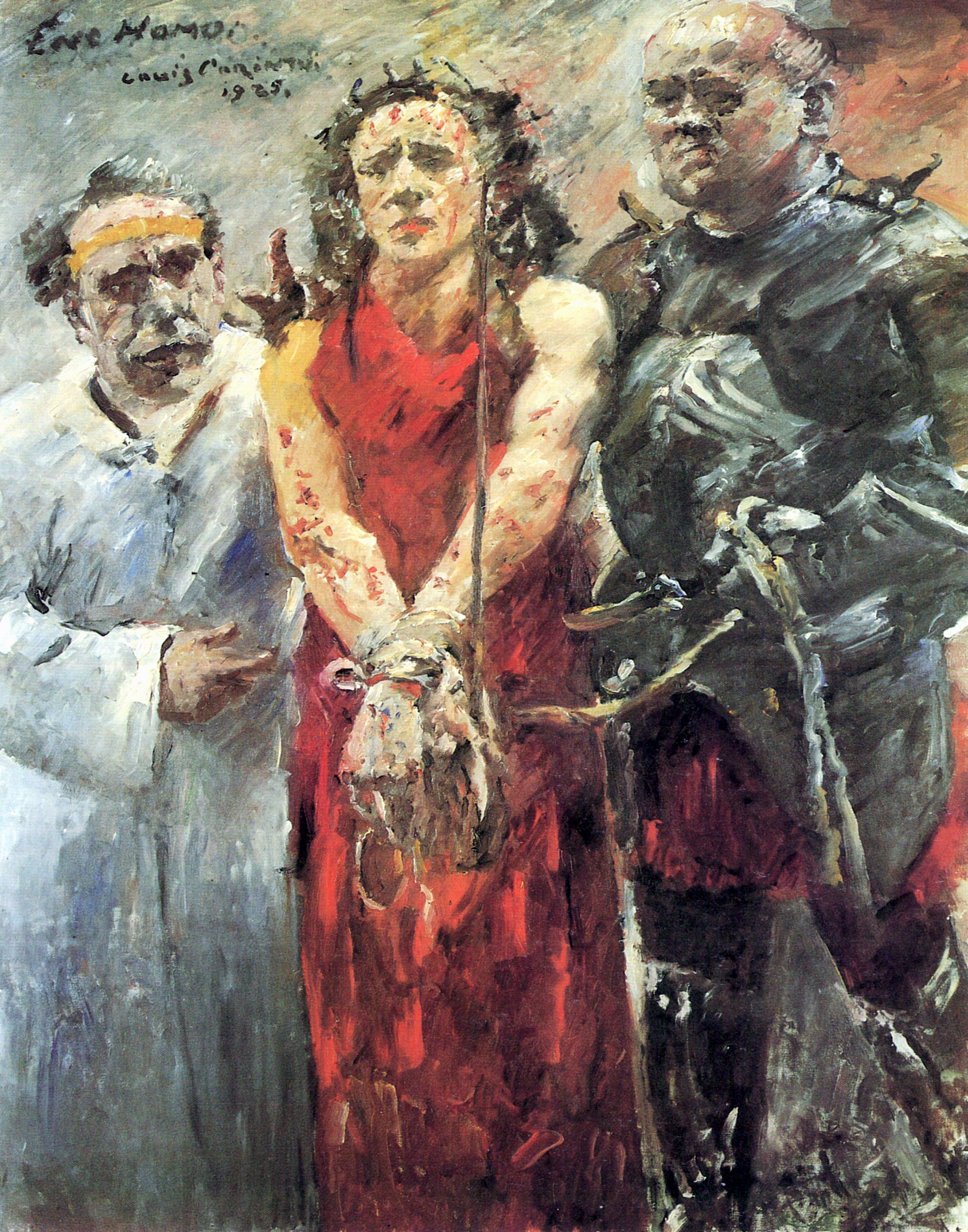
Lovis Corinth: Ecce Homo (1925)

1930 entschloss sich Fronius, die Lehramtsprüfung für Kunsterziehung, Mathematik und darstellende Geometrie abzulegen. Dadurch erhielt er eine gesicherte Existenz am Realgymnasium Fürstenfeld in der Oststeiermark und anschließend von 1960 bis 1965 in Mödling bei Wien, die es ihm ermöglichte, seine künstlerischen Aktivitäten zu verfolgen. Mit der Dedikation der 1931 entstandenen zehnteiligen Holzschnittfolge zu Kafkas Erzählung „Die Verwandlung“ an den von Fronius bewunderten Alfred Kubin gelang ihm ein künstlerischer Durchbruch. Die Zustimmung, die der Achtundzwanzigjährige von dem wesentlich älteren Kubin erfuhr, bestärkte ihn, den eingeschlagenen Weg weiter zu verfolgen. Es begann ein reger Briefwechsel und eine Künstlerfreundschaft, die bis zu Kubins Tod anhielten. Sie waren begleitet von reichhaltigen wechselseitigen Buch- und Grafik-Geschenken. Der Gedankenaustausch konzentrierte sich nicht nur auf die Klärung der Grundpositionen des eigenen Schaffens, auf Kunst- und Lektüreerlebnisse, das Mitteilen persönlicher Schicksalsschläge und pekuniärer Sorgen, er schloss auch Kritik am politischen Geschehen der Zeit mit ein. Fronius berichtet zum Beispiel vom Abtransport der Roma aus der Siedlung in Rudersdorf, schildert seine Tortur beim Besuch der Ausstellung Entartete Kunst in München. Es sei geradezu höllisch, kaum erträglich gewesen. Über den grinsenden Zivilisten und uniformierten Besuchern sei der schöne Christuskopf des Ecce Homo-Bilds von Corinth „mit wunderbarem gequälten Ausdruck immer sichtbar geblieben.“ Er beschreibt, wie sehr ihn die „Säuberungsaktionen“ in den Bibliotheken an Kafkas Welt erinnerten: „Das ist doch so, als wäre der Ukas in Kafkas „Schloß“ verfasst worden.“

#### Fronius in der Zeit des Austrofaschismus
Hans Fronius, seit 1923 Mitglied der Grazer Sezession, malte während der NS-Zeit weiter im von den Nationalsozialisten so bezeichneten „entarteten Stil“ des Expressionismus. Nachdem 1936 auf Max Brods Betreiben im Prager Kunstverein die erste Ausstellung seiner Illustrationen zum Werk Kafkas stattgefunden hatte, musste er in Graz vor einem NS-Kommissar für Kunstangelegenheiten wegen seiner „Juden-Illustrationen“ Stellung beziehen und sich zur Loyalität verpflichten. Da ihm die Entlassung aus dem Schuldienst angedroht wurde, gab er mit Rücksicht auf seine Familie die gewünschte Loyalitätserklärung ab. Im Brief vom 9. Jänner 1938 an Kubin berichtete er, seine in einer Grazer Ausstellung gezeigten Arbeiten, meist Holzschnitte, seien als „nicht deutsch“ und „betont übernational“ kritisiert worden. Da er ohne stilistische und thematische Anpassung weiter arbeitete, wurden Ausstellungen wiederholt untersagt.
Während des Krieges war Fronius zunächst als Frontzeichner bei der Belagerung von Leningrad eingesetzt, sodann bis Kriegsende in Italien. In einem Kurzurlaub 1944 entstanden 26 Kreidezeichnungen zu Suetons Nero aus den Kaiserbiographien, ausgewählte Szenen, „in der Art eines Films gereiht“. Otto Breicha betitelt seinen Aufsatz zu dem Zyklus „jener Nero, der eigentlich Hitler war.“ Am größenwahnsinnigen und verbrecherischen Treiben des römischen Vorbildes habe Fronius die Machenschaften Hitlers gespiegelt. Die Folge sei eine sechsundzwanzigmalige illustrative Erhellung der Missgestalt des Despoten.

### Die Zeit als freier Künstler
1961 siedelte Fronius nach Perchtoldsdorf bei Wien um. Nach weiteren drei Jahren im Schuldienst war Fronius ab 1964 als freier Maler tätig. Es folgte eine intensive Schaffensphase, die erst 1988 mit seinem Tod endete.

## Wirken
Das künstlerische Werk von Hans Fronius erfährt seit langem eine beachtliche kunsthistorische Würdigung. Monografische Ausstellungen und Publikationen erschließen sein umfangreiches künstlerisches Œuvre, das einen prominenten Stellenwert in der österreichischen Kunstgeschichte des 20. Jahrhunderts einnimmt und bisher mit zahlreichen Preisen geehrt wurde.
Sein malerisches wie grafisches Werk wird aufgrund seines spontanen Gestus, der großen Erzählkraft und fantastischen Einbildungskraft als 'Expressiver Realismus' bezeichnet. Die thematische Spannbreite reicht von Porträts über literarische Motive bis hin zu Natur- und Städtebildern. Fronius betätigt sich darüber hinaus auch als Illustrator und veröffentlicht insgesamt 115 Bücher und Mappenwerke. Besonders bedeutend sind hier seine Illustrationen zu Werken von Franz Kafka und Edgar Allan Poe, die einem breiten Publikum bekannt sind und denen sich auch die 13 Zeichnungen zu Robert Louis Stevenson an die Seite stellen lassen.
In seiner autobiografischen Publikation Bilderbuch eines Lebens führt Fronius aus, er sei in seinem Werk dem „Sternbild Goya, Ensor, Kubin“ verpflichtet. Die Auseinandersetzung mit Werk und Ideengehalt des Dreigestirns erfolgt in seinem malerischen und grafischen Werk durch Paraphrasen und Variationen von Motiven und Themen, aber auch durch imaginierte Porträts, wie in der Radierung Goya, Ensor, Kubin. Im Werke Goyas habe ihn dessen „Spannweite im Künstlerischen“ von höchster Lebensfreude bis zur radikalsten Negation fasziniert, bei Ensor die Thematik der Maskenbilder und das Licht, das „seinen Farben und seiner Zeichnung die faszinierende geistige Transparenz“ gebe. Die Freundschaft mit Kubin war durch persönliche Begegnungen, Ideenaustausch und gegenseitige Anteilnahme getragen. Er habe sich aber von der durch Nietzsche geprägten Geisteshaltung Kubins und dessen romantischem Horror distanziert. Sein Werk werde eher von „der Bodenlosigkeit“ und der „metaphysischen Angst“ bestimmt, für die Kafka den stärksten Ausdruck gefunden habe.
1951 ging Fronius nach der Trennung von seiner ersten Frau mit Christine Lauberger, einer Kunsthistorikerin, eine zweite Ehe ein. Den beiden Ehen entstammten sechs Kinder. Vom Tod des erstgeborenen berichtet der Briefwechsel mit Alfred Kubin. Nach dem Tod des Künstlers betreute und förderte Christin Fronius das Lebenswerk durch Publikationen und Ausstellungen. Durch großzügige Schenkungen der Witwe des Künstlers kamen Zeichnungen, druckgrafische Blätter und zwei Dutzend Ölbilder in die Stiftssammlung „Religiöse Sammlung – Hans Fronius“ im Stift Sankt Florian.

## Ehrungen

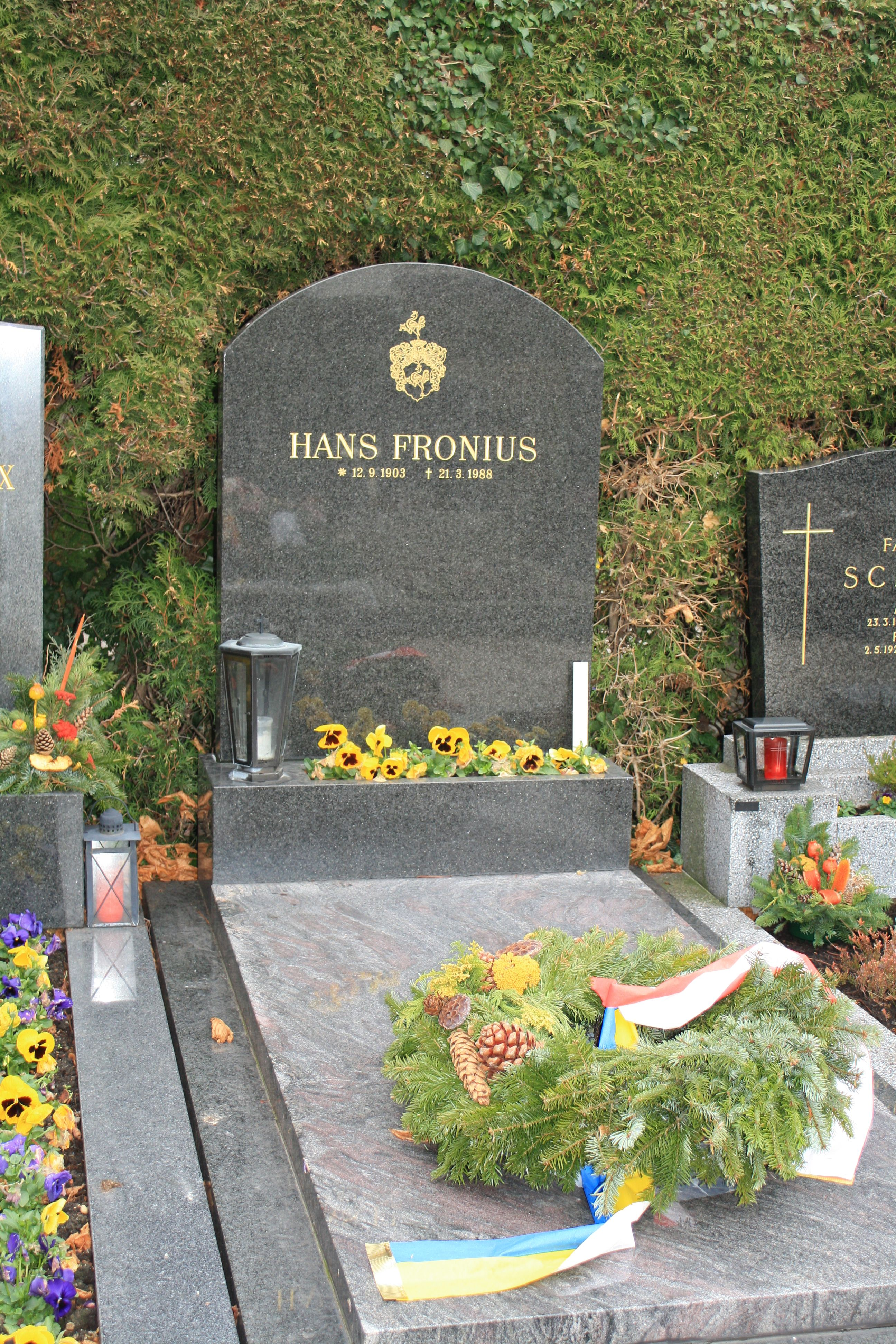
Ehrengrab in Perchtoldsdorf

- Hans Fronius wurde in einem Ehrengrab am Perchtoldsdorfer Friedhof bestattet.
- Am Vorplatz des Rathauses von Fürstenfeld wurde in einer Grünanlage ein Gedenkstein errichtet.
- Die Fronius-Auen an der Lafnitz zwischen Rudersdorf und Fürstenfeld auf Gemeindegebiet von Fürstenfeld wurden nach ihm benannt[16] oder werden vulgo so genannt[17] – sie enthalten ein Naturschutzgebiet.[18]

## Auszeichnungen
- 1966: Großer Österreichischer Staatspreis[19]
- 1968: Ehrenmedaille der Bundeshauptstadt Wien in Gold
- 1969: Goldenes Ehrenzeichen[20]
- 1974: Österreichisches Ehrenkreuz für Wissenschaft und Kunst I. Klasse[20]
- 1974: Goldenes Ehrenzeichen des Bundeslandes Niederösterreich
- 1974: Würdigungspreis des Landes Steiermark für bildende Kunst[21]
- 1977: Siebenbürgisch-Sächsischer Kulturpreis
- 1981: Gutenberg-Preis der Stadt Leipzig
- 1983: Großes Goldenes Ehrenzeichen des Landes Steiermark[22]
- 1983: Lovis-Corinth-Preis

## Werke (Auswahl)

### Malerei
- Die Erschießung, 1979, Öl auf Hartfaserplatte, ca. 80 × 120 cm, Heeresgeschichtliches Museum, Wien.
- Das Judengrab, 1984, Öl auf Hartfaserplatte, ca. 60 × 40 cm, Heeresgeschichtliches Museum, Wien.
- Oststeirische Landschaft, 1960
- Totentanz
- Samy Molcho 1968, pantomimische Szene, 63 × 36,5 cm, Öl auf Hartfaserplatte; auf der Rückseite: Geigenspieler

### Buchillustration (unvollständig)
- Stefan Andres: Das Grab des Neides. Piper, München, 1956 (mit 20 Zeichnungen)

- Edgar Allan Poe: Phantastische Erzählungen. Insel Verlag, Wiesbaden, vor 1959 (Insel-Bücherei Nr. 129)
- Robert Louis Stevenson: Quartier für eine Nacht. Paul Neff Verlag, Wien, Berlin Stuttgart, 1963 (mit 13 Zeichnungen)
- Stefan Zweig: Amok. Magyar Helikon, Wien, 1972

- Julien Green: Das Experiment. Styria, 1976

- Joseph Roth: Hiob. Aufbau-Verlag, Berlin, 1986 (mit 32 Kreidezeichnungen)
- Fjodor Michailowitsch Dostojewski: Der Großinquisitor. Leykam-Verlag, Graz, 1951 (Einbandentwurf und acht Federzeichnungen)